# 南堡镇
南堡镇，是中华人民共和国河北省唐山市滦南县下辖的一个乡镇级行政单位。

## 行政区划
南堡镇下辖以下地区：
南堡一村、南堡二村、北堡村、杨岭渔业村、杨岭农业村、姚岭渔业村、姚岭农业村、曹岭渔业村、曹岭农业村、廒上渔业村、廒上农业村、冯庄子村、马庄子渔业村、马庄子农业村、南边庄子渔业村、南边庄子农业村、北边庄子村和港东渔业村。